# Given
Given (яп. ギヴン Ги:вун, Дарованный) — японская манга в жанре сёнэн-ай, написанная и иллюстрированная Нацуки Кидзу. Манга издаётся раз в два месяца в журнале манга Cheri + с 2013 года, позже была адаптирована в аудиодраму в 2016 году. А в июле 2019 года состоялся релиз аниме-сериала..

## Сюжет
Рицука Уэнояма является гитаристом в группе, которая состоит из него самого, басиста Харуки Накаяма и барабанщика Акихико Кадзи. Он становится неохотным учителем игры на гитаре для Мафую Сато, застенчивого парня из параллельного класса после ремонта  порванных струн Gibson ES-330. Рицука быстро понимает, что Мафую исключительно талантливый певец, и приглашает его присоединиться к группе.

## Персонажи
Мафую Сато (яп. 佐藤 真冬 Сато: Мафую)
Рицука Уэнояма (яп. 上ノ山 立夏 Уэнояма Рицука)
Харуки Накаяма (яп. 中山 春樹 Накаяма Харуки)
Акихико Кадзи (яп. 梶 秋彦 Кадзи А:кихико)

## Медиа

### Манга
Манга публикуется в двухмесячном журнале Cheri + с апреля 2013 года. В Японии манга была собрана в пять переплетенных томов, опубликованных издательством Shinshokan. Испанский перевод Given был лицензирован в Испании издательством Milky Way Ediciones в марте 2019 года, с первым томом, выпущенным в июне 2019 года. Перевод на английский язык будет опубликован издательской инициативой Viz Media совместно с её подразделением SuBLime, при этом, первый том будет выпущен в феврале 2020 года.
| № | Дата публикации | ISBN                |
| - | --------------- | ------------------- |
| 1 | 29 ноября 2014  | ISBN 978-4403664496 |
| 2 | 30 января 2016  | ISBN 978-4403665035 |
| 3 | 1 марта 2017    | ISBN 978-4403665615 |
| 4 | 30 декабря 2017 | ISBN 978-4403666148 |
| 5 | 1 апреля 2019   |                     |

### Радиоспектакль
Радиопостановка с адаптацией сцен из первого тома Given была включена в февральский выпуск Cheri +. В том же месяце Crown Works начала выпуск серии аудиокниг-драматических компакт-дисков, адаптирующих каждый том манги..
| Title                  | Release date    |
| ---------------------- | --------------- |
| Given                  | 25 февраля 2016 |
| Given 2                | 25 января 2017  |
| Given 2 (Live Edition) | 25 января 2017  |
| Given 3                | 26 января 2018  |
| Given 4                | 22 ноября 2018  |

### Аниме
Об адаптации телесериала в аниме было объявлено во время пресс-конференции Fuji TV 14 марта 2019 года. За адаптацию манги отвечает студия Lerche, под руководством режиссёра Хикару Ямагути, по сценарию Юнико Аяна. Премьера сериала состоялась 11 июля 2019 года на канале Fuji TV в блоке «Noitamina». Сериал был лицензирован компанией Crunchyroll, которая транслирует сериал по всему миру за пределами Азии.
Открывающая тема:
«Kizuato» — исполняет Centimillimental
Закрывающая тема:
«Marutsuke» — исполняет GIVEN

## Критика
Второй том манги достиг 39 в Ориконе, продав 17.484 экземпляра за вторую неделю, итого 30.308 экземпляров по состоянию на февраль 2016 года. Третий том достиг 37 в Ориконе и продан был в 24.345 экземплярах, за первую неделю.

## Примечание
1. 1 2  Hodgkins, Crystalyn (марта 14, 2019). Natsuki Kizu's Given Boys-Love Manga Gets TV Anime in July on Noitamina. Anime News Network. Архивировано Сентябрь 4, 2020. Дата обращения: Август 16, 2019.
2. ↑  Hodgkins, Crystalyn (Июнь 13, 2019). Given Boys-Love Anime Reveals Promo Video, More Cast, Theme Song Artists, Visual, July 11 Premiere. Anime News Network. Архивировано Сентябрь 4, 2020. Дата обращения: Август 16, 2019.
3. ↑  Izquierdo, Raúl. Nuevas licencias: "Innocent Rouge", "Given" y "Araburu kisetsu no otomedomo yo." (исп.). Milky Way Ediciones (19 марта 2019). Дата обращения: 24 апреля 2019. Архивировано 24 апреля 2019 года.
4. ↑  雪村せんせいとケイくん. B-Boy (яп.). января 10, 2013. Архивировано апреля 30, 2019. Дата обращения: Август 16, 2019.
5. ↑  リンクス. B-Boy (яп.). Декабрь 10, 2014. Архивировано апреля 30, 2019. Дата обращения: Август 16, 2019.
6. ↑  SuBLimeManga. NEW YAOI TITLE ANNOUNCEMENT #5 Given by Natsuki Kizu. [твит]. Твиттер (1 августа 2019).
7. ↑  Mateo, Alex (2 августа 2019). SuBLime Licenses Given, Secret XXX, Therapy Game, Liquor & Cigarettes Boys-Love Manga. Anime News Network. Архивировано 16 апреля 2020. Дата обращения: 2 августа 2019.
8. ↑  ギヴン―given― (1) (яп.). Shinshokan. Дата обращения: 20 марта 2019. Архивировано 20 марта 2019 года.
9. ↑  ギヴン―given― (2) (яп.). Shinshokan. Дата обращения: 20 марта 2019. Архивировано 20 марта 2019 года.
10. ↑  ギヴン―given― (3) (яп.). Shinshokan. Дата обращения: 20 марта 2019. Архивировано 20 марта 2019 года.
11. ↑  ギヴン―given― (4) (яп.). Shinshokan. Дата обращения: 20 марта 2019. Архивировано 20 марта 2019 года.
12. ↑  ギヴン―given― (5) (яп.). Shinshokan. Дата обращения: 20 марта 2019. Архивировано 20 марта 2019 года.
13. ↑  キヅナツキ「ギヴン」斉藤壮馬、古川慎ら出演のドラマCDが付録に. Natalie (яп.). января 31, 2016. Архивировано марта 20, 2019. Дата обращения: Август 16, 2019.
14. ↑  独立新創刊＆隔月刊化のCheri+、「四代目・大和辰之」櫓木と三代目描く前日譚も. Natalie (яп.). Июль 31, 2016. Архивировано марта 20, 2019. Дата обращения: Август 16, 2019.
15. ↑  ギヴン－given－ (яп.). Crown Works. Дата обращения: 20 марта 2019. Архивировано 14 января 2021 года.
16. ↑  ギヴン－given－2 (яп.). Crown Works. Дата обращения: 20 марта 2019. Архивировано 21 марта 2019 года.
17. ↑  ギヴン－given－2 Live edition (яп.). Crown Works. Дата обращения: 20 марта 2019. Архивировано 21 марта 2019 года.
18. ↑  ギヴン－given－3 (яп.). Crown Works. Дата обращения: 20 марта 2019. Архивировано 21 марта 2019 года.
19. ↑  ギヴン－given－4 (яп.). Crown Works. Дата обращения: 20 марта 2019. Архивировано 21 марта 2019 года.
20. ↑  Kizu Natsuki "Givun", Noitamina-hatsu to naru BL manga no anime-ka sakuhin ni キヅナツキ「ギヴン」、ノイタミナ初となるBLマンガのアニメ化作品に. Natalie (яп.). марта 14, 2019. Архивировано Сентябрь 4, 2020. Дата обращения: Август 16, 2019.
21. ↑  Luster, Joseph. Crunchyroll Adds given Anime to Summer 2019 Simulcast Lineup (10 июля 2019). Дата обращения: 10 июля 2019. Архивировано 10 июля 2019 года.